# Самоочищення

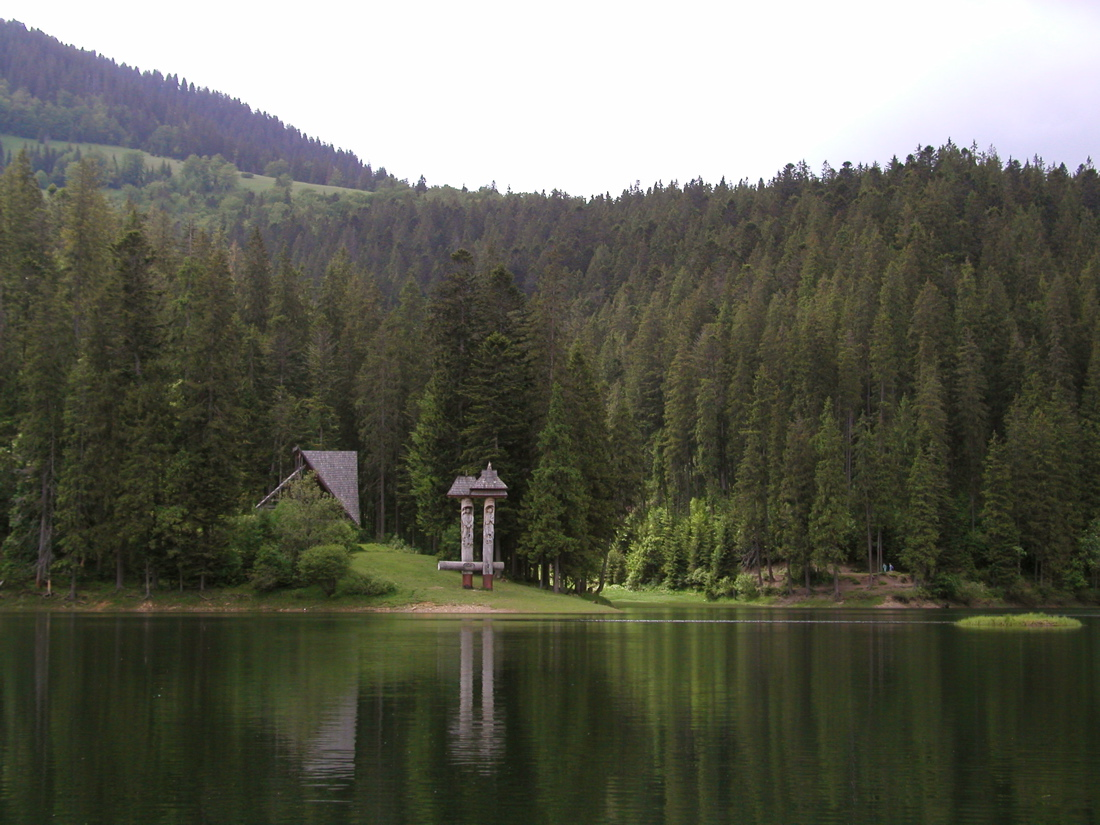
Озеро Синевир (Карпати, Україна)

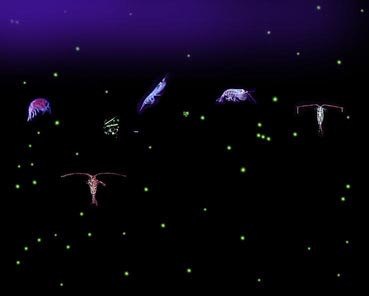
Планктонні організми (Фотомонтаж)

Самоочи́щення (водо́йм) — здатність екосистем до відновлення свого стану після надходження надмірних обсягів забруднювальних речовин, у тому числі надлишкової мертвої органіки (детриту).
Самоочищення водойм — одна з ключових інтегральних характеристик водних екосистем, пов'язана з наявністю повночленних угруповань гідробіонтів. Їхніми центральними складовими є наступні екологічні групи консументів (за Бігон та ін., 1989):
- подрібнювачі крупнодисперсної органіки;
- активні споживачі дрібнодисперсної органіки;
- збирачі-фільтратори (вкл. зоопланктон);
- скребуни.

## Розчинена органіка (суспензія)
Відповідно до ролі кожної з екогруп живих організмів і фази перетворення та утилізації окремих частин детриту, що надходить до водної екосистеми, розрізняють:
- КОС — крупнозерниста органічна суспензія;
- РОР — розчинена органічна речовина;
- ТОС — тонка органічна суспензія.

У загальній схемі потоку енергії у водоймі відбуваються такі процеси:
- Частина КОС вилужується у вигляді РОР.
- Інша частина перетворюється в ТОС завдяки:

1) механічній руйнації часток,
2) руйнівній діяльності мікроорганізмів,
3) подрібненню тваринами-подрібнювачами.

## Самоочищення як мінералізація
З огляду на кінцевий результат такого консумування органіки сапротрофами забезпечується явище мінералізації, тобто розклад складних органічних і неорганічних сполук на прості мінеральні сполуки. Цим забезпечується завершення  великого карбонового циклу (за нормальних природних умов) або нейтралізація забруднюючих речових (і їхніх сумішей) за умов надмірного антропогенного впливу.

## Втрата здатності до самоочищення
Тварин, що консумують (споживають) розчинену органіку, називають сапробіонтами (за способом живлення вони — сапротрофи), а їхні угруповання — сапробіосом. Усі сапроби мають відносяться до екогрупи редуцентів. Сапробність — здатність водних організмів жити у воді, яка містить різну кількість органічних речовин.
Різні типи угруповань сапробіонтів здатні жити тільки при певних властивих для них показниках сапробності. Тому види, які можуть споживати органічну суспензію у малих концентраціях, не можуть нормально існувати за умов великої концентрації органіки і навпаки. Порушення таких відношень між набором видів (типами угруповань) і рівнями надходження органіки називають втратою здатності водойм до самоочищення.